# Andrej Klimovets
Andrej Klimovets (født 18. august 1974 i Homel) er en tysk tidligere håndboldspiller af hviderussisk afstamning. Klimovets kom til Tyskland fra Hviderusland i 1996, og opnåede sit tyske statsborgerskab i 2005.

## Klubhold
- SK Homel (1984–1991)
- SKA Minsk (1991–12/1995)
- TuS Spenge (12/1995–1996)
- OSC Rheinhausen (1996–12/1997)
- SG Flensburg-Handewitt (12/1997–2005)
- Rhein-Neckar Löwen (2005-2010)
- MT Melsungen (2010-2011)
- HSG Wetzlar (2012)
- TGS Pforzheim (2012-2013)

## Landshold
Klimovets nåede inden sit statsborgskabs-skifte at spille 112 landskampe for det hviderussiske landshold. Efter sin tyske nationalisering i 2005 debuterede han på det tyske landshold samme år. Med sin nye nation var han med til at vinde VM-guld i 2007. 